# Nicolás de Kanizsa
Nicolás de Kanizsa (en húngaro: Kanizsai Miklós) (? – † marzo de 1404) aristócrata húngaro del siglo XV. Maestro tabernario real, y hermano de Juan de Kanizsa, arzobispo de Esztergom.

## Biografía
Se desconoce la fecha y circunstancias de su nacimiento, solo sabiéndose que nació como hijo de Juan de Kanizsa, un noble húngaro de la provincia de Zala y de una hija de Nicolás Gilétfi de Pozsega. En 1385 fue nombrado castellan de Magyaróvár, y desde 1387 hasta 1393 fue ispán de las provincias de Vas y de Sorpon. Junto a su hermano el clérigo Juan de Kanizsa, se convirtió en seguidor del rey Segismundo de Hungría, y se le fueron otorgados enormes propiedades en la tregion transdanubiana. En 1398 perdió la voluntad y favor del rey, pues junto a su hermano se unieron a los partidarios de Ladislao I de Nápoles, hijo del asesinado rey Carlos II de Hungría, a quien deseaban llevar al trono húngaro. Sin embargo, los intentos de Ladislao fueron en vano y pronto se marchó de Hungría, recibiendo el perdón del rey Segismundo aquellos que lo habían apoyado. Manteniendo su libertad, derechos y propiedades Nicolás de Kanizsa se retiró de la vida pública y entre sus obras caritativas se halla la fundación del convento de la Orden Paulina en Örményes.